# Dyakia hendersoniana
Dyakia hendersoniana – gatunek roślin z monotypowego rodzaju Dyakia z rodziny storczykowatych (Orchidaceae). Epifit i endemit występujący w Azji Południowo-Wschodniej na wyspie Borneo.

## Morfologia
KwiatyKwiaty odwrócone, ok. 1 cm średnicy, jasnoróżowoczerwone z białą warżką.

## Systematyka
Gatunek sklasyfikowany do podplemienia Aeridinae w plemieniu Vandeae, podrodzina epidendronowe (Epidendroideae), rodzina storczykowate (Orchidaceae), rząd szparagowce (Asparagales) w obrębie roślin jednoliściennych.